# Церковь Святого Михаила (Пфортен)
Церковь Святого Михаила (нем. St. Michael) — протестантская деревенская церковь в районе Пфортен (нем. Pforten) города Гера, здание которой было построено в 1939 году и перестроено в 1951.

## История и описание
Около 1632 года в деревне Пфортен (сегодня — район города Гера, Тюрингия) была возведена протестантская часовня. В связи с резким ростом численности население района, произошедшим около 1900 года, и связанной с этим экспансией города, возникла необходимость в строительстве нового храма. Уже после прихода к власти в Германии национал-социалистов, в 1939 году, было построено нынешнее церковное здание — оно возводилось как «аварийная церковь» (нем. Notkirche), то есть строилась с помощью простых средств и для временного использования. При освящении храма активисты движения Немецкие христиане установили на здании свастику — вместо традиционного христианского креста: против столь оригинального решения выступили местные партийные функционеры из НСДАП, потребовавшие удалить партийную символику из храма. Уже после окончания Второй мировой войны, 29 сентября 1945 года, церковь Святого Михаила освятили заново — первое освящение было признано недействительным. В 1951 году здание церкви было перестроено в простое оштукатуренное здание, доминантой которого стала колокольня с плоской шатровой крышей. Уже в XXI века, в 2005 году, здание — являющееся городским памятником архитектуры — и его крыша были отремонтированы. Церковь принадлежит приходу Гера и используется для всенощных; на апсиде храма установлена металлическая скульптура с изображением архангела Михаила, созданная местным художником Гербертом Энке. На колокольне находится колокол, отлитый в мастерской Апольды в 1918 году.